# Ļaudona
Ļaudona és un poble de la regió de Vidzeme, al nord-est de Letònia. La parròquia de Laudona, dins del raion de Madonas es va fusionar amb el municipi de Madona l'any 2009. La fortalesa històrica dels latgalians (els antecessors dels letons) es troba a la riba del riu Aiviekse i va ser reconstruïda com a fortalesa per l'arxidiòcesi de Riga l'any 1274 i utilitzada per fins militars. La família Laudohn, de la noblesa letona i vassalls de l'arquebisbe Henning Scharpenberg, van adquirir el senyoriu de Toce (Tootzen) el 1432. El castell de l'arquebisbat va ser destruït durant el segle xvi durant la guerra de Livònia. Amb Livònia, Ļaudona va ser conquerida pel rei Gustau II Adolf el 1629, mentre que l'any 1721 el tractat de Nystad va deixar-la en mans de l'Imperi Rus.

## Persones notables
- Andrejs Eglitis (1912 – 2006), poeta letó.
- Ernst Gideon von Laudon (1716 - 1790) mariscal de camp dels Habsburg